# Suribati Ike
Suribati Ike är en sjö i Antarktis. Den ligger i Östantarktis. Norge gör anspråk på området. Suribati Ike ligger 6 meter över havet.